# Ahmedpur East
Ahmedpur East es una localidad de Pakistán, en la provincia de Punyab.

## Demografía
Según estimación 2010 contaba con 131.598 habitantes.